# Consulta Sardo-Corsa
La Consulta Sardo-Corsa è un organo inter istituzionale, nato nel 2016, composto dai presidenti e dai capigruppo del Consiglio regionale della Sardegna e dell'Assemblea della Corsica.
Compiti principali dell'istituzione sono quelli della valorizzazione del patrimonio identitario, linguistico e culturale delle due isole del Mediterraneo, la Corsica e la Sardegna, e la realizzazione di attività in comune nel campo dell'educazione e della formazione.